# تجارب وملاحظات على الكهرباء
تجارب وملاحظات على الكهرباء هو كتاب في منتصف القرن الثامن عشر يتكون من رسائل من بنجامين فرانكلين. تتعلق هذه الرسائل باكتشافات فرانكلين حول سلوك الكهرباء بناءً على التجارب والدراسات العلمية. جاء الكتاب في شكل كتيب للنسخ الإنجليزية الثلاثة الأولى. كانت الطبعتين الأخيرتين في حجم كتاب بأغلفة صلبة وكتاب فقري. كانت هناك إحدى عشرة طبعة أوروبية من الكتاب: خمس طبعات باللغة الإنجليزية، وثلاث طبعات فرنسية، وإصدار ألماني وإيطالي وطباعة لاتينية. وقد حظي هذا المنشور بقبول جيد في جميع أنحاء العالم. كان يعتبر الكتاب الأكثر أهمية في أمريكا في القرن الثامن عشر.
جاء الكتاب من خلال أنشطة العلماء في الجمعية الملكية في لندن. أرسل فرانكلين رسائل إلى أعضاء الجمعية حول تجاربه على الكهرباء والملاحظات التي أدلى بها. معظم هذه الرسائل ذهبت إلى بيتر كولينزون. تمت قراءة بعض من هذه في اجتماعات المجتمع. كان هناك الكثير من الاهتمام، لذلك تم إرسال بعض منهم إلى طابعة ليتم نشرها في مجلة. أدى الاهتمام العام برسائل فرانكلين حول الكهرباء إلى جمع المجتمع العديد من الرسائل إلى كولنسون من فرانكلين على مدار عامين وإرسالها إلى الطابعة لنشرها. تم نشر هذه المجموعة الأولى من الرسائل في نشرة تسعين صفحة في 1751. وسرعان ما تبعتها أجزاء أخرى كانت «مكملة» للطبعة الحالية، وفي النهاية تم بيع منشور «جديد» من إجمالي «الأجزاء». أنتجت. توسعت كل طبعة بإضافة رسائل فرانكلين المضافة. وفي النهاية، أصبح حجم الصفحة 496 صفحة بحلول عام 1769. وقد ألهم الكتاب الآخرين اتباع خطوات فرانكلين لإجراء المزيد من الأبحاث المُتعمقة حول الكهرباء.

## لمحة عامة
جذبت فرانكلين لأول مرة لدراسة الكهرباء عندما رأى رجل الاستعراض أرشيبالد سبنسر يقوم بمظاهرات سحرية في بوسطن (1743) وفي فيلادلفيا (1744). اشترى معدات سبنسر واستخدمها لتجارب الكهرباء بعد الانتهاء من هذه المظاهرات. وأشار إلى سبنسر والدكتور سبنس من اسكتلندا. في عام 1746، في عمر الأربعين، بدأ فرانكلين بتسليم شؤون شركته للطباعة إلى شريكه التجاري ديفيد هول، وذهب إلى شبه التقاعد حتى يتمكن من إجراء الأبحاث على الكهرباء. في البداية باستخدام معدات سبنسر.
بيتر كولينسون - تاجر كويكر ثري، وهو زميل الجمعية الملكية وأحد مؤسسي جمعية الآثار في لندن - تبرع (في 1746) ببطارية ليدن جرة، أنبوب زجاجي،  وحساب جديد التجارب الألمانية في مجال الكهرباء لشركة مكتبة فيلادلفيا (التي أسستها فرانكلين). وصف الحساب كيفية إنتاج الكهرباء من الأنبوب الزجاجي. جرب فرانكلين أولاً الكهرباء الساكنة في منتصف عام 1747، مشيرًا إليها بأنها «هذه العجائب الجديدة». وفي إجراء أبحاثه الكهربائية الأولية، استخدم فرانكلين البطارية الفريدة وأنبوب الزجاج الذي قدمه كولينسون.
قدم توماس بن، ابن ويليام بن، آلة الكتروستاتيكية تكمل معدات كولنسون. لهذه فرانكلين أضاف آلة توليد كهرباء من تصميمه الخاص الذي كان أكثر فاعلية من تلك التي قدمها له بن. كانت مريحة لأنها بنيت بمقبض، مثل ذلك من حجر الطحن العادي، وتحولت من قبل المشغل. آلية ميكانيكية آلية بسيطة ثم نسج المحور الذي كان قد صعد عليه كروي زجاجي يفرك على قطعة قماش. لقد أنتج لمبة المجال الزجاجي «حريقًا كهربائيًا» (شحنة كهربائية) تم نقله عبر الموصلات إلى مكثف ليدن جرة الذي كان يحمل الشحنة الكهربائية التي تم استخدامها بعد ذلك للتجريب. شكل فرانكلين فريق أساسي البحوث التي تتألف من إبنيزير كينرسلي، توماس هوبكنسون، وفيليب سينغ وضعت أول مختبر للأبحاث العلمية في أمريكا. كرر تجاربه للحصول على نفس النتائج وسجل هذه الملاحظة. في هذه العملية أظهر أن أي شخص يمكن أن يكرر ويثبت هذه النتائج بأنفسهم من المبدأ الكهربائي إذا قاموا بتفصيل التجربة.
قضى فرانكلين الكثير من الوقت في دراسة هذا الميدان الجديد من الكهرباء، ومن 1747 من خلال 1750 أرسلت العديد من الرسائل إلى كولينسون على النتائج التي توصل إليها. يتكون الكتاب من مجموعة من هذه الحروف. جاء الكتاب في شكل كتيب للأصدارات الثلاثة الأولى. كانت الطبعتان الأخيرتان عبارة عن مجلد كتب بأغلفة صلبة. وشرحت رسائل فرانكلين تجاربه والملاحظات التي أدلى بها. أرسلها إلى كولنسون لإظهار أن المعدات - التي وضعت في أيدي مجموعة من الرجال المرتبطين بشركة مكتبة فيلادلفيا - تم استخدامها بشكل جيد.
وينظر ويليام واتسون، وهو عالم متخصص في دراسة الكهرباء، إلى أن الكهرباء ربما جذبت إلى الموصلات التي تم توجيهها. تلقى واطسون في عام 1746 من الدكتور جون ميتشل رسالة مطولة من فرانكلين حول النظريات حول العواصف الرعدية والموصلات المدببة فيما يتعلق بالكهرباء. قرأ جزء من الرسالة إلى زملائه أعضاء الجمعية الملكية في لندن في 9 نوفمبر 1749. وبعد أسبوع أنهى القراءة. في الرابع من كانون الأول (ديسمبر)، تسلم واطسون رسالة مماثلة أخرى من فرانكلين مؤرخة في 29 أبريل 1749 من كولنسون وقراءتها إلى الجمعية في 21 ديسمبر 1749. وخلال العامين التاليين، نقل كولينزن إلى الجمعية أكثر من رسائل فرانكلين التي تلقاها والتي وصفت التجارب الكهربائية. قام بها فرانكلين وفريقه من المجربين. تحدث الكثيرون عن ميل التفريغ الكهربائي إلى أن ينجذب إلى موصل مدبب تم تأريضه - أساسيات اختراعه في مانعة الصواعق لحماية المباني الخشبية مثل المنازل والكنائس.
أتجه واتسون إلى رسائل فرانكلين للناشر المحلي إدوارد كيف، الذين كان لهم مطبوعة في مجلة السيد في عام 1750. في أبريل من عام 1751، طُبع الكهف في منشور أكثر من الرسائل التي تلقاها كولينزن، والتي تضمنت التصحيحات التي أضافها فرانكلين شخصيًا. هذا المنشور كان بعنوان "تجارب وملاحظات عن الكهرباء، صنع في فيلادلفيا في أمريكا من قبل السيد بنيامين فرانكلن، وأرسل عدة رسائل إلى السيد ب. كولنسون من لندن، إف آر إس (لندن). كان عبارة عن كتيب مكون من 90 صفحة من 86 صفحة مرقمة. شمل الكتيب مقدمة غير موقعة كتبها الدكتور جون فوثرجيل. نشر هذا الإصدار الأول من التجارب والملاحظات على الكهرباء مقابل ثمن باهظ من اتنين شلين وستة ألاف بريطانية، أي ما يعادل 18 جنيهًا استرلينيًا في عام 2015.